# Abraham Verghese
Abraham Verghese (Adis Abeba, 30 de maio de 1955) é um médico escritor indiano-estadunidense. 
Professor da Teoria e Prática de Medicina da Faculdade de Medicina da Universidade Stanford e presidente associado sênior do Departamento de Medicina Interna, também é o autor de três livros best-sellers, de duas autobiografias e de um romance.
Em 2011, Verghese foi eleito para integrar a Academia Nacional de Medicina dos Estados Unidos. Em 2015 ele recebeu a Medalha Nacional de Humanidades do então presidente estadunidense Barack Obama.

## Biografia
Verghese nasceu na Etiópia, em 1955. Era o segundo entre os três filhos de pais indianos, professores originários do Kerala. Cresceu perto da capital, onde estudou medicina. Após a deposição do imperador Haile Selassie, Verghese foi com os pais para os Estados Unidos, onde trabalhou como médico assistente até terminar sua graduação em medicina pela Madras Medical College, na Índia. Após a formatura, deixou a Índia para fazer a residência médica nos Estados Unidos.
Foi residente de 1980 a 1983 em Johnson City, no Tennessee, de onde se mudou para Boston, para trabalhar por dois anos no Boston City Hospital, onde teve contato com uma das primeiras epidemias de HIV. Retornou para o Tennessee como professor assistente de medicina, onde enfrentou uma nova epidemia de HIV, que influenciaria seu trabalho com os pacientes e seus futuros livros.
Em 2009, Verghese publicou seu primeiro romance, Cutting for Stone [en]. Em 2010, a Random House publicou a versão em brochura do livro e, desde então, tem subido constantemente nos rankings de best-sellers, ocupando o segundo lugar na lista de ficção em brochura do New York Times em 13 de março de 2011. Encontra-se na lista do New York Times há mais de dois anos.

## Cutting for Stone
Seu primeiro romance, Cutting for Stone, ambienta-se na Etiópia e nos Estados Unidos, e descreve um período de mudança política dramática na Etiópia, período de grande perda para o próprio autor, que teve que deixar o país, enquanto expatriado, embora tivesse nascido lá. Cutting for Stone alcançou o primeiro lugar na lista dos Livreiros Independentes e foi transformado num filme. Os textos de Verghese também aparecem no The New Yorker, no Texas Monthly, no Atlantic, no New York Times, no The New York Times Magazine, no Granta, na Forbes.com, no The Daily Beast e no The Wall Street Journal.